# Acanalonia umbellicauda
Acanalonia umbellicauda är en insektsart som beskrevs av Ronald Gordon Fennah 1945. Acanalonia umbellicauda ingår i släktet Acanalonia och familjen Acanaloniidae. Inga underarter finns listade i Catalogue of Life.